# La télé lave plus propre
Pour plus de détails, voir Fiche technique et Distribution.
La télé lave plus propre (Soapdish), ou La vie est un téléroman au Québec, est un film américain de Michael Hoffman sorti en 1991.
Il s'agit d'une comédie parodiant la tonalité mélodramatique et les ressorts narratifs extravagants des soap operas.

## Synopsis
Le film aborde les déboires, les trahisons et les ambitions d'acteurs jouant dans un soap opera à succès.

## Fiche technique
Sauf indication contraire, les informations mentionnées dans cette section peuvent être confirmées par les bases de données cinématographiques  présentes dans la section « Liens externes ».
- Titre français : La télé lave plus propre
- Titre québécois : La Vie est un téléroman
- Titre original : Soapdish
- Réalisation : Michael Hoffman
- Scénario : Robert Harling & Andrew Bergman
- Musique : Alan Silvestri
- Photographie : Ueli Steiger (en)
- Montage : Garth Craven
- Production : Alan Greisman & Aaron Spelling
- Société de production et de distribution : Paramount Pictures
- Pays de production :  États-Unis
- Langue originale : anglais
- Format : couleur - 1.85:1 - 35 mm - Dolby / DTS
- Genre : comédie
- Durée : 93 min
- Dates de sortie :
  - États-Unis : 31 mai 1991
  - France : distribué en salles uniquement en province, avant une sortie directement en vidéo en 1993[1]

## Distribution
Sauf indication contraire, les informations mentionnées dans cette section peuvent être confirmées par les bases de données cinématographiques  présentes dans la section « Liens externes ».
- Cathy Moriarty (VF : Élisabeth Wiener) : Montana Moorehead
- Teri Hatcher : Ariel Maloney
- Robert Downey Jr. (VF : Éric Herson-Macarel) : David Barnes
- Sally Field (VF : Marion Game) : Celeste Talbert
- Paul Johansson (VF : Michel Vigné) : Bolt
- Elisabeth Shue (VF : Valérie Lentzner) : Lori Craven
- Whoopi Goldberg (VF : Maïk Darah) : Rose Schwartz
- Kevin Kline (VF : Dominique Collignon-Maurin) : Jeffrey Anderson
- Arne Nannestad (VF : Michel Prud'homme) : Burton White
- Kathy Najimy (VF : Catherine Berriane) : Tawny Miller
- Carrie Fisher (VF : Béatrice Agenin) : Betsy Faye Sharon
- Garry Marshall (VF : André Falcon) : Edmund Edwards